# Prosoplus ammiralis
Prosoplus ammiralis là một loài bọ cánh cứng trong họ Cerambycidae.